# Ann Powers
Ann Powers (ur. 4 lutego 1964  w Seattle) – amerykańska dziennikarka i recenzentka muzyczna, znana z publikacji w The New York Times, National Public Radio, Los Angeles Times i The Village Voice. Autorka kilku książek o tematyce muzycznej.
Pisze o wszystkich rodzajach muzyki popularnej, od Top 40, przez indie rock, americanę i country, po R&B, hip-hop i, okazjonalnie, jazz. Kilka razy pisała nawet o operze.

## Życiorys i działalność

### Początki
Ann Powers od dzieciństwa lubiła zarówno muzykę jak i pisanie o niej. Działalność publicystyczną rozpoczęła w szkolnej gazetce kontynuując ją w szkole wyższej w rodzinnym Seattle. Zawsze lubiła pisać o muzyce, ale była też otwarta na robienie innych rzeczy: Była kuratorem muzealnym, studiowała teorię literatury, pisała o innych tematach, takich jak feminizm, film i religia.

### Działalność publicystyczna
W latach 1980–1984 pisała dla The Rocket, a w latach 1986–1992 dla San Francisco Weekly, gdzie była redaktorką i felietonistką. Później pracowała dla Blendera i Village Voice. W latach 1997–2001 była krytykiem muzycznym w The New York Times. W 2006 roku została głównym krytykiem muzycznym w Los Angeles Times, gdzie wyróżniła się pisząc artykuły o takich postaciach i programach jak: Prince, Lady Gaga, Cee Lo Green, Eminem, Glee i American Idol. W 2010 roku przeprowadziła się do Tuscaloosa w stanie Alabama, gdzie jej mąż dostał posadę wykładowcy na miejscowym uniwersytecie.
W kwietniu 2011 roku zaczęła pisać dla działu muzycznego National Public Radio, w którym dała się poznać również jako autorka podcastów.

## Dorobek pisarski

### Książki
- Rock She Wrote: Women Write about Rock, Pop, and Rap – wspólnie z Evelyn McDonnell (1999, Cooper Square Press, ISBN 978-0-8154-1018-8)[6]
- Tori Amos, piece by piece : a portrait of the artist : her thoughts, her conversations – wspólnie z Tori Amos (2005, Broadway Books, ISBN 0-7679-1676-X)[7]
- Weird like us : my bohemian America (2000, Simon & Schuster, ISBN 0-306-81024-7)[8]
- Best music writing 2010 – wspólnie z Daphne Carr (2010, Da Capo Press, ISBN 978-0-306-81935-3)[9]
- Herbs in my kitchen : reference guide for everyday cooking (2016, Bookbaby, ISBN 0997278102)[10]
- Good Booty: Love and Sex, Black and White, Body and Soul in American Music (2017, HarperCollins, ISBN 978-0-06-246371-5)[11]

## Inspiracje
Spośród autorów, którzy wywarli na nią największy wpływ wymieniła: Greila Marcusa, Roberta Christgaua i jego żonę, Carolę Dibbell oraz Ellen Willis.

## Wykształcenie
Jest absolwentką Uniwersytetu Stanowego w San Francisco (stopień Bachelor of Arts oraz Uniwersytetu Kalifornijskiego (stopień Master of Arts języka angielskiego).

## Życie prywatne
Jest żoną krytyka muzycznego, Erica Weisbarda. 